# ゴラズド・シュタンゲリ
ゴラズド・シュタンゲリ（Gorazd Štangelj、1973年1月27日 - ）は、スロベニア、ノヴォ・メスト出身の元自転車競技（ロードレース）選手。

## 来歴
1998年
- GPクラーニ 総合優勝

1999年
- コモンウェルス・バンク・クラシック 総合優勝

2001年
- ジロ・ディ・トスカーナ 優勝

2010年
- スロベニア選手権 個人ロードレース 優勝